# Шишкін Олександр Миколайович
Шишкін Олександр Миколайович (нар. 17 квітня 1973, Богуслав) — український письменник, історик, дослідник, працівник Музею прикордонників у в/ч «Оршанець» і волонтер. Автор першої в Україні книги, присвяченої подвигу прикордонників на початку радянсько-німецької війни.

### Біографія
Народився 17 квітня 1973 року в Богуславі. Відразу після народження батьки Олександра переїхали в Черкаси. З 1981 по 1985 рік проживав у Криму, у місті Євпаторія. З 1985 по сьогодні проживає та працює в місті Черкаси.
У 1993 року закінчив Черкаське медичне училище (тепер Черкаська медична академія), отримавши кваліфікацію фельдшера.
Наступною освітою був диплом бакалавра з відзнакою Черкаського державного університету імені Богдана Хмельницького Черкаський національний університет імені Богдана Хмельницького, отриманий 12 березня 2001 року за спеціальністю історія. Після цього у 2002 році отримав диплом спеціаліста з відзнакою Черкаського національного університету імені Богдана Хмельницького Черкаський національний університет імені Богдана Хмельницького зі спеціальності історія. У 2011 році здобув ступінь магістра історії з відзнакою в ЧНУ (диплом виданий 25 червня 2011 року).
Займається дослідженням військової історії, зокрема подій червня–липня 1941 року на території України. Працював в Черкаському обласному краєзнавчому музеї.

### Творчість
У 2013 році автор створив першу на пострадянському просторі віршовану екскурсію — «Черкащина — славетний край» — по експозиції залу археології Черкаського обласного краєзнавчого музею. Цей новаторський формат подачі екскурсійного матеріалу був унікальним для пострадянського простору. Планувалося розробити віршовану екскурсію по всьому музею, але через відсутність підтримки керівництва проєкт було згорнуто. Пізніше ця екскурсія увійшла до збірки «Мысли вслух».
Варто зазначити, що незабаром після цього в росії з'явився музейний урок у віршованій формі, присвячений Олександру Сергійовичу Пушкіну, що також застосовував поетичний формат у музейній роботі.
У 2013 році опублікував книжку «Мысли вслух». Збірка містить вірші російською та українською мовами. Особливість поезії автора полягає в тому, що більшість вірші взаємопов’язані між собою містично-філософською тематикою, яка розкриває внутрішнє світобачення автора, його погляди на питання людських взаємовідносин та загальнолюдських цінностей. Основна направленість віршів філософського змісту. Кожен із них містить глибокий підтекст, через який відкривається унікальне світобачення автора.
У 2022 році опублікував книгу «Подвиг прикордонників на початку радянсько-німецької війни (червень–липень 1941 р.)». Це перша в Україні праця, присвячена героїчним діям прикордонних загонів у перші дні війни. Книга містить оперативні дані окремих підрозділів прикордонників, а також відомості щодо дій німецьких розвідувальних та диверсійних груп, німецької агентури та протидії їм радянських прикордонників.
Презентація книги відбулася в Черкасах в Черкаській обласній бібліотеці для юнацтва імені Василя Симоненка у 2022 році.

### Основні праці
- Мысли вслух (2013)
- Подвиг прикордонників на початку радянсько-німецької війни (червень–липень 1941 р.) (2022)